# Cratere Clarin
Clarin è un cratere sulla superficie di Giapeto.